# لوك سوان
لوك سوان (بالإنجليزية: Luke Swan)‏ هو لاعب كرة قدم أمريكية أمريكي، ولد في 5 سبتمبر 1984 في فينيمور في الولايات المتحدة.

## روابط خارجية
- لوك سوان على موقع كلية كرة القدم في سبورتس رفرنس.كوم (الإنجليزية)